# Mundur wyjściowy Marynarki Wojennej

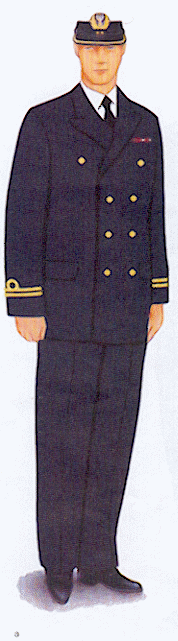
Podporucznik marynarki w umundurowaniu wyjściowym

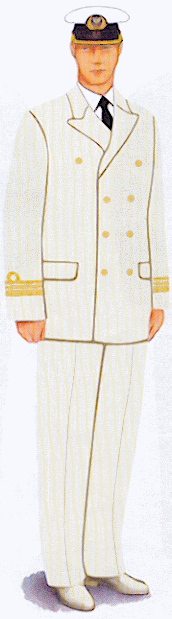
Komandor porucznik w umundurowaniu wyjściowym tropikalnym

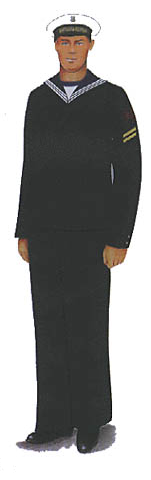
Mat w mundurze marynarskim

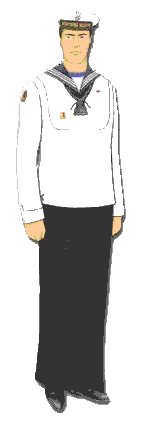
Mat w mundurze marynarskim letnim

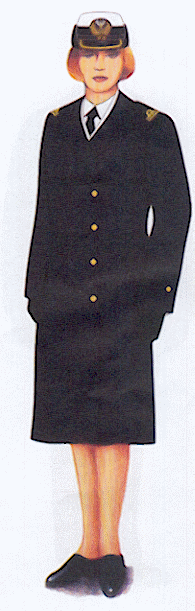
Żołnierz kobieta w umundurowaniu wyjściowym z płaszczem sukiennym, spódnicą i kapeluszem

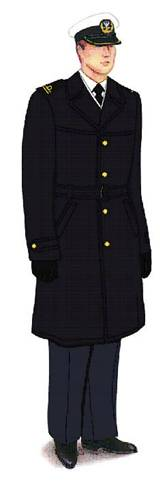
Żołnierz w umundurowaniu wyjściowym z płaszczem letnim

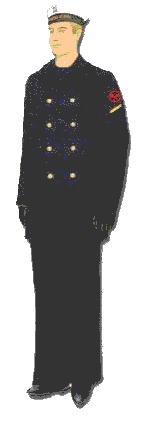
Mat w mundurze wyjściowym z półpłaszczem marynarskim

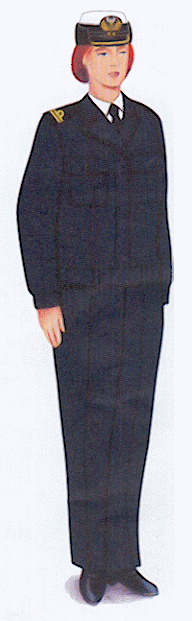
Żołnierz kobieta w umundurowaniu wyjściowym z olimpijką i kapeluszem

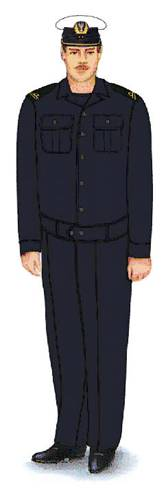
Żołnierz w umundurowaniu wyjściowym z wiatrówką oficerską

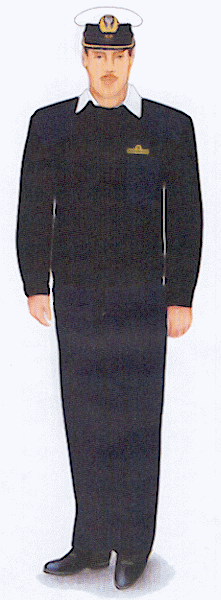
Żołnierz w umundurowaniu wyjściowym ze swetrem

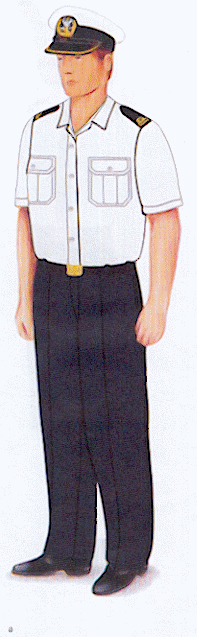
Żołnierz w umundurowaniu wyjściowym z koszulo-bluzą i czapką garnizonową

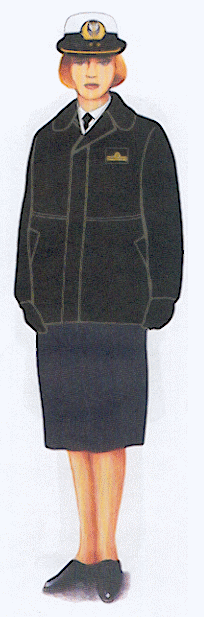
Żołnierz kobieta w umundurowaniu wyjściowym z kurtką wyjściową, spódnicą i kapeluszem

Mundur wyjściowy Marynarki Wojennej – zbiór umundurowania wyjściowego obowiązujący aktualnie w Marynarce Wojennej Sił Zbrojnych RP.
Mundur Marynarki Wojennej noszą żołnierze pełniący służbę wojskową w jednostkach wojskowych podległych Dowódcy Marynarki Wojennej oraz w Akademii Marynarki Wojennej i Jednostce Wojskowej Nr 4026.
Ubiór wyjściowy noszony jest: podczas uroczystych wystąpień indywidualnych i zbiorowych oraz podczas wykonywania zadań służbowych na terenie garnizonu i wyjazdów służbowych, jeżeli z ich charakteru nie wynika konieczność występowania w innym ubiorze. W pozostałych przypadkach regulamin dozwala noszenie bluzy olimpijki, koszulo-bluzy, swetra oficerskiego lub wiatrówki.
Umundurowanie wyjściowe składa się z wielu sortów mundurowych. Wyróżnia się w sumie 10 zestawów przeznaczonych dla mężczyzn (5 na lato i 5 na zimę) oraz 10 dla kobiet (6 letnich i 4 zimowych).

## Elementy umundurowania wyjściowego

### Nakrycia głowy
Czapka garnizonowa (wyjściowa oraz letnia) jest w kolorze białym. Otok barwy czarnej. Wyróżniamy kilka rodzajów czapek garnizonowych: dla marynarzy, dla podoficerów oraz dla admirałów.
Kapelusz damski jest damskim odpowiednikiem czapki garnizonowej. Wykonany jest z tkaniny białej z czarnym otokiem. Podobnie jak czapki garnizonowe, kapelusze występują w kilku wersjach dla poszczególnych korpusów.
Furażerka MW noszona jest przez żołnierzy lotnictwa Marynarki Wojennej. Wykonana jest z tkaniny w kolorze granatowym, z przodu umieszczono znak orła Marynarki Wojennej. Ponadto umieszcza się oznaczenie stopnia w wykonane techniką haftu komputerowego w kolorze złotym.
Czapka futrzana jest wojskową wersją uszanki. Przeznaczona jest na okres zimowy. Wyróżniamy dwa rodzaje czapek futrzanych: zwykłą oraz oficerską. Różnica polega na innym kolorze „futerka”. Na czapce futrzanej umieszcza się metalowy znak orła Marynarki Wojennej.

### Koszule
Koszula oficerska koloru białego zapinane są na 7 guzików. Koszule posiadają długi rękaw z mankietem zapinanym na guzik lub spinkę. Szwy barkowe skierowane są nieco ku przodowi. Dół koszuli zaokrąglony.
Koszulo-bluza z krótkimi rękawami koloru białego zapinana jest z przodu na 7 guzików. Na szwach barkowych skierowanych w przód umieszczono guzik oraz podtrzymywacz pozwalające na zamocowanie naramienników z oznaczeniem stopnia. Z przodu u góry naszyte dwie kieszenie zapinane na guzik.
Koszulo-bluza oficerska z długimi rękawami koloru białego ma podobną konstrukcję do koszulo-bluzy z krótkimi rękawami. Zasadniczą różnicą są długie rękawy zakończone mankietami zapinanymi na guziki.
Koszulka marynarska w kolorze białym.
Koszula oficerska damska koloru białego zapinana na 7 guzików na damską stronę. Koszule posiadają długi rękaw z mankietem zapinanym na guzik lub spinkę. Szwy barkowe skierowane są nieco ku przodowi. Dół koszuli zaokrąglony. Krój koszuli dopasowany jest do kobiecej sylwetki.
Koszulo-bluza oficerska damska z krótkimi rękawami koloru białego zapinana z przodu na 7 guzików na damską stronę. Na szwach barkowych skierowanych w przód umieszczono guzik oraz podtrzymywacz pozwalające na zamocowanie naramienników z oznaczeniem stopnia. Z przodu u góry naszyte dwie kieszenie zapinane na guzik. Krój koszulo-bluzy dopasowany jest do kobiecej sylwetki.
Koszulo-bluza oficerska damska z długimi rękawami koloru białego ma podobną konstrukcję do koszulo-bluzy z krótkimi rękawami. Zasadniczą różnicą są długie rękawy zakończone mankietami zapinanymi na guziki. Krój koszulo-bluzy dopasowany jest do kobiecej sylwetki.

### Bluzy i spodnie
Kurtka i spodnie munduru wyjściowego oficerskiego wykonane są z garbaryny mundurowej w kolorze granatowym. Kurtka dwurzędowa z wykładanym kołnierzem i wyłogami, zapinana na trzy guziki w kolorze złotym z kotwicą Marynarki Wojennej na krzyżu kawalerskim. Na obu częściach przodu u góry przyszyte guziki mundurowe. Na lewym przodzie drugi rząd guzików mundurowych. Z przodu, poniżej linii pasa umieszczono dwie kieszenie, boczne z klapkami. Kurtka posiada, także dwie kieszenie wewnętrzne (jedna zapinana na guzik). Spodnie długie, bez mankietów zwężane ku dołowi.
Kurtka i spodnie munduru wyjściowego oficerskiego letniego wykonane są z garbaryny mundurowej letniej w kolorze granatowym. Krój taki jak przy umundurowaniu wyjściowym zwykłym.
Kurtka i spodnie munduru wyjściowego oficerskiego letniego koloru białego (tropikalny). Wykonany z garbaryny mundurowej letniej w kolorze białym. Krój taki jak przy umundurowaniu wyjściowym koloru granatowego.
Kurtka i spodnie munduru wyjściowego oficerskiego damskiego (ze spódnicą) wykonane są z garbaryny mundurowej w kolorze granatowym. Krój umundurowania dopasowany jest do damskiej figury. Kurtka dwurzędowa z wykładanym kołnierzem i wyłogami, zapinana na trzy guziki na damską stronę. Na obu częściach przodu u góry przyszyte guziki mundurowe. Na prawym przodzie drugi rząd guzików mundurowych. Z przodu, poniżej linii pasa umieszczono dwie kieszenie, boczne z klapkami. Kurtka posiada, także dwie kieszenie wewnętrzne (jedna zapinana na guzik). Na guzikach mundurowych w kolorze złotym umieszczono kotwicę Marynarki Wojennej na krzyżu kawalerskim. Spodnie długie, bez mankietów zwężane ku dołowi. Długość spódnicy - do kolan. Z boku umieszczono zamek błyskawiczny.
Kurtka i spodnie munduru oficerskiego letniego damskiego (ze spódnicą) wykonane są z garbaryny mundurowej letniej w kolorze granatowym. Krój taki jak przy umundurowaniu wyjściowym damskim.
Mundur wyjściowy marynarski wykonany z tkaniny sukiennej w kolorze granatowym. Składa się z bluzy i spodni. Bluza nie posiada kieszeni, krój lekko dopasowany. Z przodu posiada wcięcie (dekolt) w kształcie litery „V”, dostosowane do noszenia wraz z krawatem oraz kołnierzem marynarskim. Mankiety zapinane na metalowe guziki w kolorze złotym z kotwicą marynarki wojennej na krzyżu kawalerskim. Spodnie długie, dopasowane w biodrach i udach, poszerzane ku dołowi.
Bluza wyjściowa marynarska letnia wykonany z tkaniny w kolorze białym. Krój jak w bluzie od munduru wyjściowego marynarskiego.
Bluza olimpijka wykonana jest z garbaryny mundurowej w kolorze granatowym. Zapinana jest na pięć krytych guzików, kołnierz i wyłogi wykładane. Z przodu umieszczono dwie kieszenie. Na szwach barkowych umieszczono naramienniki zapinane na guzik. Do dołu doszyty pasek, zapinany na klamrę. Występuje też wersja dla kobiet o kroju bardziej dopasowanym do kobiecej sylwetki.
Sweter typu „półgolf” dla załóg jednostek pływających  wykonany z dzianiny (o składzie materiałowym: 90% wełny, 10% akrylu) w kolorze czarnym. Zapinany na zamek błyskawiczny.
Sweter oficerski z wcięciem w serek wykonany z dzianiny wełnianej.
Sweter oficerski wykonany jest z dzianiny wełnianej w kolorze czarnym. Posiada wzmocnienia na rękawach i łokciach oraz naramienniki.

### Nakrycia wierzchnie
Wiatrówka oficerska wykonana jest z tropiku wiatrówkowego w kolorze granatowym. Wiatrówka jest jednorzędowa z naramiennikami, zapinana na guziki (niekryte), posiada kołnierz wykładany. Na wysokości piersi naszyte są dwie kieszenie zapinane na guzik. Dół wiatrówki wykończono paskiem podobnym jak w olimpijce.
Płaszcz sukienny wykonany jest z tkaniny płaszczowej w kolorze granatowym. Jest to płaszcz dwurzędowy zapinany z przodu na cztery złote guziki z kotwicą MW na krzyżu kawalerskim. Płaszcz po bokach posiada dwie kieszenie oraz jedną wewnętrzną w podszewce Płaszcz jest poszerzony na ramionach i w pasie wcięty. Płaszcz ocieplony jest watoliną. Opracowano też wersję płaszcza przeznaczoną dla kobiet.
Płaszcz letni wykonany jest z tkaniny w kolorze granatowym. Zapinany jest na cztery duże guziki mundurowe w kolorze złotym z umieszczoną na nich kotwicą Marynarki Wojennej na krzyżu kawalerskim. Posiada dwie kieszenie skośne oraz pasek zapinany na klamrę z bolcem. Na szwach barkowych umieszczono naramienniki. Płaszcz ocieplony podpinką mocowaną do płaszcza guzikami. Ponadto istnieje wersja dla kobiet-żołnierzy o kroju bardziej dopasowanym do kobiecej sylwetki.
Półpłaszcz marynarski wykonany z tkaniny w kolorze granatowym. Jest to płaszcz dwurzędowy zapinany z przodu na cztery złote guziki z kotwicą MW na krzyżu kawalerskim. Płaszcz po bokach posiada dwie kieszenie. Półpłaszcz marynarski nosi się tak, aby odległość jego dolnej krawędzi, w zależności od wzrostu, wynosiła około 15 – 20 cm powyżej kolan.
Kurtka wyjściowa z podpinką (popularnie Szu-szu) wykonana jest z tkaniny PES w kolorze czarnym. Kurtka posiada wszyty na stałe ocieplacz w kolorze czarnym. Dół ściągnięty jest na bokach taśmą gumową. Do podkroju szyi wszyty jest kaptur. Podpinka z kołnierzem futrzanym dopinana jest do kurtki zamkiem błyskawicznym.
Kurtka wiatrówka to lekka kurtka przeciwdeszczowa wykonana z poliestru w kolorze czarnym.

### Akcesoria
Krawat w kolorze czarnym.
Krawat marynarski w kolorze czarnym.
Szalik letni wykonany z tkaniny w kolorze białym.
Szalik zimowy wykonany z tkaniny w kolorze białym.
Kołnierz marynarski w kolorze granatowym.
Szalokominiarka wykonana z dzianiny w kolorze czarnym.
Rękawiczki oficerskie letnie i Rękawiczki oficerskie zimowe wykonane są ze skóry naturalnej (cielęcej) w kolorze czarnym.
Skarpetki – koloru czarnego lub białego.
Pasek skórzany oficerski wykonany z czarnej, naturalnej skóry.
Pończochy lub rajstopy w kolorze cielistym. Przeznaczone wyłącznie dla żołnierzy-kobiet.

### Obuwie
Półbuty wykonane są z czarnej lub białej, naturalnej skóry. Przeznaczone wyłącznie dla żołnierzy-mężczyzn.
Botki zimowe oficerskie wykonane są z czarnej, naturalnej skóry licowej. Z boku but posiada zamek błyskawiczny pomocny przy zakładaniu. Jako ocieplenie zastosowano włókninę ocieplającą Thinsulate.
Półbuty damskie wykonane są z czarnej, naturalnej skóry. Jest to obuwie typu czółenko. Przeznaczone wyłącznie dla żołnierzy-kobiet.
Półbuty damskie do spodni wykonane z licowej skóry bydlęcej w kolorze czarnym. Jest to obuwie wsuwane z niską cholewką. Przeznaczone wyłącznie dla żołnierzy-kobiet.
Półbuty damskie galowe wykonane są z czarnej, naturalnej skóry. Jest to obuwie typu czółenko. Przeznaczone do noszenia wraz z mundurem wyjściowym lub galowym. Przeznaczone wyłącznie dla żołnierzy-kobiet.
Kozaki damskie wykonane są z czarnej, naturalnej skóry bydlęcej. W środku posiadają wyściółkę wykonaną z tkaniny ocieplającej. Dla ułatwienia wkładania, z boku umieszczony jest zamek błyskawiczny. Przeznaczone do noszenia wraz z mundurem wyjściowym lub galowym w okresie jesienno-zimowym. Przeznaczone wyłącznie dla żołnierzy-kobiet.

## Zestawy przeznaczone dla mężczyzn

### Zestaw 1 (zima)
W skład zestawu wchodzi:
- Czapka garnizonowa[y]
- Kurtka munduru wyjściowego
- Spodnie munduru wyjściowego
- Płaszcz sukienny
- Szalik zimowy
- Koszula oficerska
- Krawat
- Rękawiczki oficerskie
- Półbuty[z]
- Skarpetki
- Pasek skórzany oficerski
- Spinki do mankietów[aa]

### Zestaw 2 (zima)
W skład zestawu wchodzi:
- Czapka garnizonowa[y]
- Spodnie munduru wyjściowego
- Bluza olimpijka
- Płaszcz sukienny
- Szalik zimowy
- Koszula oficerska
- Krawat
- Rękawiczki oficerskie
- Półbuty[z]
- Skarpetki
- Pasek skórzany oficerski

### Zestaw 3 (zima)
W skład zestawu wchodzi:
- Czapka garnizonowa[y]
- Spodnie munduru wyjściowego
- Bluza olimpijka
- Kurtka wyjściowa
- Szalik zimowy
- Koszula oficerska
- Krawat
- Rękawiczki oficerskie
- Półbuty[z]
- Skarpetki
- Pasek skórzany oficerski

### Zestaw 4 (zima)
W skład zestawu wchodzi:
- Czapka garnizonowa[y]
- Spodnie munduru wyjściowego
- Kurtka wyjściowa
- Sweter oficerski
- Szalik zimowy
- Koszula oficerska
- Rękawiczki oficerskie
- Półbuty[z]
- Skarpetki
- Pasek skórzany oficerski

### Zestaw 5 (lato)
W skład zestawu wchodzi:
- Czapka garnizonowa
- Spodnie munduru wyjściowego letniego
- Kurtka munduru wyjściowego letniego
- Płaszcz letni[ab]
- Szalik letni
- Koszula oficerska
- Krawat
- Rękawiczki oficerskie letnie
- Półbuty
- Skarpetki
- Pasek skórzany oficerski
- Spinki do mankietów[aa]

### Zestaw 6 (lato)
W skład zestawu wchodzi:
- Czapka garnizonowa
- Bluza olimpijka
- Spodnie munduru wyjściowego letniego
- Płaszcz letni[ab]
- Szalik letni
- Koszula oficerska
- Krawat
- Rękawiczki oficerskie letnie
- Półbuty
- Skarpetki
- Pasek skórzany oficerski

### Zestaw 7 (lato)
W skład zestawu wchodzi:
- Czapka garnizonowa
- Bluza olimpijka
- Spodnie munduru wyjściowego letniego
- Kurtka wyjściowa (bez podpinki, szalika i rękawiczek)
- Koszula oficerska
- Krawat
- Półbuty
- Skarpetki
- Pasek skórzany oficerski

### Zestaw 8 (lato)
W skład zestawu wchodzi:
- Czapka garnizonowa
- Wiatrówka oficerska
- Spodnie munduru wyjściowego letniego
- Kurtka wiatrówka
- Półbuty
- Skarpetki
- Pasek skórzany oficerski

### Zestaw 9 (lato)
W skład zestawu wchodzi:
- Czapka garnizonowa
- Spodnie munduru wyjściowego letniego
- Kurtka wiatrówka
- Sweter oficerski[ac]
- Koszula oficerska
- Półbuty
- Skarpetki
- Pasek skórzany oficerski

### Zestaw 10 (lato)
W skład zestawu wchodzi:
- Czapka garnizonowa
- Spodnie munduru wyjściowego letniego
- Kurtka wiatrówka
- Koszulo-bluza oficerska z krótkimi rękawami lub długimi rękawami
- Półbuty
- Skarpetki
- Pasek skórzany oficerski

W okresie letnim dopuszcza się noszenie munduru letniego w kolorze białym lub spodni letnich 
białych z koszulo-bluzą. Półbuty, skarpetki, pasek do spodni również koloru białego. Ponadto regulamin dozwala noszenie kurtki wiatrówki w okresie letnim i przejściowym we wszystkich zestawach w zależności od warunków atmosferycznych lub zamiast kurtki wyjściowej. W okresie przejściowym i letnim zezwala się na noszenie kurtki wyjściowej lub płaszczu letniego z rękawiczkami i szalikiem lub bez (w zależności od warunków atmosferycznych).
Zamiast swetra z wykończeniem typu "półgolf" można użytkować sweter z wycięciem pod 
szyją typu "serek", jednakże tylko w zestawie z krawatem.
Personel latający MW może w składzie ubioru wyjściowego (z wyjątkiem ubioru z kurtką munduru), nosić kurtkę skórzaną pilota, także z furażerką.
Słuchacze Szkoły Podoficerskiej Marynarki Wojennej oraz marynarze i starsi marynarze zamiast Munduru wyjściowego MW noszą mundur marynarski (z krawatem i kołnierzem marynarskim). Kurtkę wyjściową zastępuje półpłaszcz marynarski, szalik – szalokominiarka, a koszulę oficerską – koszulka marynarska.

## Zestawy przeznaczone dla kobiet

### Zestaw 1 (zima)
W skład zestawu wchodzi:
- Kapelusz damski[y]
- Kurtka munduru wyjściowego damskiego
- Spódnica lub spodnie munduru wyjściowego damskiego
- Płaszcz sukienny damski
- Krawat
- Koszula oficerska damska
- Szalik zimowy
- Rękawiczki zimowe
- Pończochy lub rajstopy
- Półbuty damskie[ad]
- Pasek skórzany oficerski
- Spinki do mankietów[aa]

### Zestaw 2 (zima)
W skład zestawu wchodzi:
- Kapelusz damski[y]
- Spódnica lub spodnie munduru wyjściowego damskiego
- Bluza olimpijka
- Płaszcz sukienny damski
- Krawat
- Koszula oficerska damska
- Szalik zimowy
- Rękawiczki zimowe
- Pończochy lub rajstopy
- Półbuty damskie[ad]
- Pasek skórzany oficerski

### Zestaw 3 (zima)
W skład zestawu wchodzi:
- Kapelusz damski[y]
- Spódnica lub spodnie munduru wyjściowego damskiego
- Bluza olimpijka
- Kurtka wyjściowa
- Krawat
- Koszula oficerska damska
- Szalik zimowy
- Rękawiczki zimowe
- Pończochy lub rajstopy
- Półbuty damskie[ad]
- Pasek skórzany oficerski

### Zestaw 4 (zima)
W skład zestawu wchodzi:
- Kapelusz damski[y]
- Spódnica lub spodnie munduru wyjściowego damskiego
- Sweter oficerski
- Kurtka wyjściowa
- Koszula oficerska damska
- Szalik zimowy
- Rękawiczki zimowe
- Pończochy lub rajstopy
- Pasek skórzany oficerski
- Półbuty damskie[ad]

### Zestaw 5 (lato)
W skład zestawu wchodzi:
- Kapelusz damski
- Kurtka munduru wyjściowego damskiego letniego
- Spódnica lub spodnie munduru wyjściowego damskiego letniego
- Płaszcz letni[ab]
- Krawat
- Koszula oficerska damska
- Szalik letni
- Rękawiczki letnie
- Pończochy lub rajstopy
- Półbuty damskie
- Pasek skórzany oficerski
- Spinki do mankietów[aa]

### Zestaw 6 (lato)
W skład zestawu wchodzi:
- Kapelusz damski
- Spódnica lub spodnie munduru wyjściowego damskiego letniego
- Bluza olimpijka
- Płaszcz letni[ab]
- Krawat
- Koszula oficerska damska
- Szalik letni
- Rękawiczki letnie
- Pończochy lub rajstopy
- Półbuty damskie
- Pasek skórzany oficerski

### Zestaw 7 (lato)
W skład zestawu wchodzi:
- Kapelusz damski
- Spódnica lub spodnie munduru wyjściowego damskiego letniego
- Bluza olimpijka
- Kurtka
- Kurtka wyjściowa (bez podpinki, szalika i rękawiczek)
- Krawat
- Koszula oficerska damska
- Pończochy lub rajstopy
- Pasek skórzany oficerski
- Półbuty damskie

### Zestaw 8 (lato)
W skład zestawu wchodzi:
- Kapelusz damski
- Spódnica lub spodnie munduru wyjściowego damskiego letniego
- Sweter oficerski
- Kurtka wyjściowa (bez podpinki, szalika i rękawiczek)
- Koszula oficerska damska
- Pończochy lub rajstopy
- Pasek skórzany oficerski
- Półbuty damskie

### Zestaw 9 (lato)
W skład zestawu wchodzi:
- Kapelusz damski
- Spódnica lub spodnie munduru wyjściowego damskiego letniego
- Kurtka wiatrówka
- Wiatrówka oficerska
- Pończochy lub rajstopy
- Pasek skórzany oficerski
- Półbuty damskie

### Zestaw 10 (lato)
W skład zestawu wchodzi:
- Kapelusz damski
- Spódnica lub spodnie munduru wyjściowego damskiego letniego
- Kurtka wiatrówka
- Koszulo-bluza oficerska damska z krótkimi lub długimi rękawami
- Pończochy lub rajstopy
- Pasek skórzany oficerski
- Półbuty damskie

Ponadto regulamin dozwala noszenie kurtki wiatrówki w okresie letnim i przejściowym we wszystkich zestawach w zależności od warunków atmosferycznych lub zamiast kurtki wyjściowej.
Zamiast swetra z wykończeniem typu "półgolf" można użytkować sweter z wycięciem pod 
szyją typu "serek", jednakże tylko w zestawie z krawatem.

## Zasady noszenia oznak wojskowych na umundurowaniu wyjściowym

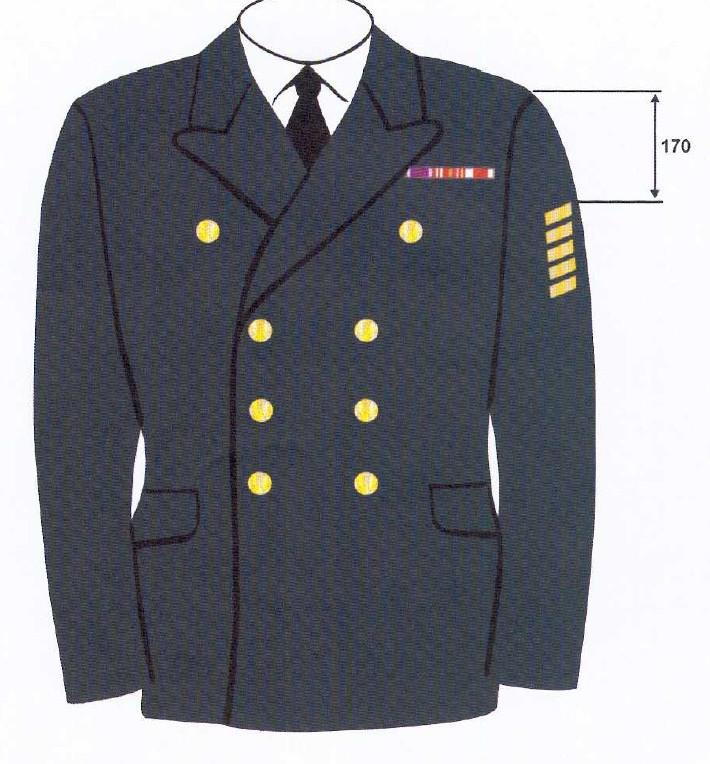
Sposób rozmieszenia orderów, odznaczeń i oznak na kurtce munduru wyjściowego podoficera MW

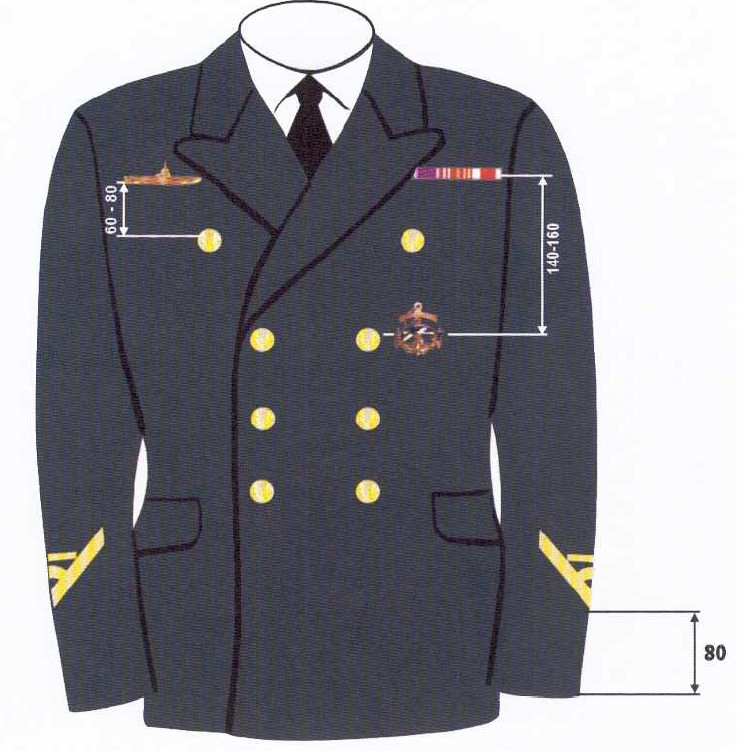
Sposób rozmieszenia orderów, odznaczeń i oznak na kurtce munduru wyjściowego chorążego MW

### Orły wojskowe
Na kołnierzu admiralskich kurtek mundurowych oraz admiralskiego płaszcza sukiennego umieszcza się znak orła admiralskiego haftowanego srebrzystym złocistym. Korona, dziób i szpony haftowane są bajorkiem złocistym.

### Oznaka przynależności państwowej
Na lewym rękawie ubiorów wyjściowych umieszcza się oznakę przynależności państwowej w postaci naszywki z godłem Rzeczypospolitej Polskiej (obowiązkowo podczas służby poza granicami kraju, w kraju opcjonalnie).

### Oznaki stopni wojskowych
Oznaki stopni wojskowych nosi się na naramiennikach:
- płaszczy sukiennych i letnich
- olimpijek
- wiatrówek
- koszulo-bluz

W formie naszywki w kształcie prostokąta na lewej piersi:
- kurtek wyjściowych z podpinką
- kurtek wiatrówkach
- kurtek skórzanych pilota
- swetrów

W formie naszywki na lewym rękawie:
- bluz wyjściowych
- półpłaszczy marynarskich

W formie naszywek na obu rękawów:
- kurtek mundurowych

Ponadto oznaki stopni wojskowych w Siłach Powietrznych na umundurowaniu wyjściowym są barwy złocistej.

### Oznaki specjalistów
Oznaki specjalistów nosi się na lewym rękawie bluz wyjściowych marynarskich (bluz letnich białych) oraz półpłaszczy marynarskich - 8 cm poniżej wszycia kuli rękawa, 1 cm nad tą oznaką nosi się oznakę klasy specjalisty wojskowego.

### Oznaki szkolne

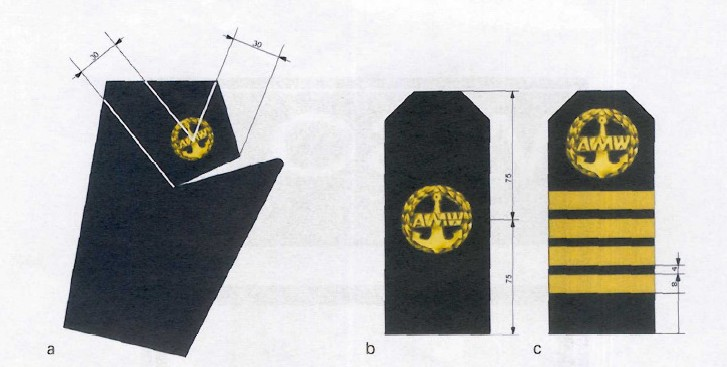
Sposób rozmieszczenia oznaki szkolnej podchorążych MW:
a. na kołnierzyku kurtki wyjściowej
b. na naramienniku bez stopnia
c. na naramienniku ze stopniem wojskowym

Oznakę szkolną barwy złocistej nosi się na:
- kołnierzach: kurtki munduru i półpłaszcza marynarskiego - na końcu kołnierza przy styku z klapami
- naramiennikach koszulo-bluz w odległości 5 mm - powyżej oznak stopnia wojskowego; a żołnierze posiadający stopień marynarza - na środku naramienników
- kurtkach zimowych nieprzemakalnych - poniżej oznaki stopnia wojskowego; żołnierze posiadający stopień marynarza - na kurtce na środku podkładki

Ponadto elewi szkoły podoficerskiej noszą na lewym rękawie bluz wyjściowych oraz półpłaszcza marynarskiego oznakę "SP" tłoczoną na suknie - 8 cm poniżej wszycia rękawa.
Oznaczenie roku nauki w postaci paska z taśmy dystynkcyjnej Marynarki Wojennej o szerokości 6 mm i długości 60 mm (naszytej na podkładce sukiennej) elewi noszą na zewnętrznej części mankietów rękawów bluz wyjściowych, półpłaszcza marynarskiego. Jeden pasek oznacza pierwszy rok nauki, dwa - drugi, itd.
Natomiast podchorążowie paski na tej samej zasadzie noszą na zewnętrznej części rękawów
kurtki mundurowej.

### Oznaki rozpoznawcze
Oznaki rozpoznawcze jednostki nosi się na lewym (w kompanii reprezentacyjnej Marynarki Wojennej na prawym) rękawie płaszczy sukiennych, kurtki munduru wyjściowego oraz bluz olimpijek.
Dla marynarzy oraz kandydatów na żołnierzy zawodowych funkcję oznaki rozpoznawczej spełnia napis na taśmie otokowej czapki garnizonowej, którego treść określa dowódca Marynarki Wojennej.

### Oznaka identyfikacyjna z nazwiskiem
Oznakę identyfikacyjną z nazwiskiem nosi się po prawej stronie symetrycznie w stosunku do baretek. Na swetrze oficerskim oznakę identyfikacyjną nosi bezpośrednio pod oznaką stopnia wojskowego.